# Rhipidia (Eurhipidia) luteipleuralis
Rhipidia (Eurhipidia) luteipleuralis is een tweevleugelige uit de familie steltmuggen (Limoniidae). De soort komt voor in het Oriëntaals gebied.